# Joinville (Brazilië)
Joinville is een Braziliaanse stad en gemeente in de deelstaat Santa Catarina, gelegen in de Regio Zuid. In 2017 had Joinville 577.077 inwoners, van wie een groot deel van Duitse origine is. Het is de grootste stad van Santa Catarina, ook groter dan de hoofdstad Florianópolis.
De oorspronkelijke bewoners van de regio waren van het Tupi en Guarani. Joinville werd op 9 maart 1851 opgericht door Duitse en Zwitserse immigranten. De stad werd vernoemd naar Frans van Orléans, prins van Joinville, zoon van Koning Lodewijk Filips van Frankrijk. Deze was getrouwd met de Braziliaanse prinses Francisca Carolina en kreeg een lap grond cadeau van keizer Pedro I. Toen in 1848 de politieke situatie in Frankrijk onrustig werd, vluchtte Frans naar Hamburg. Daar raakte hij in financiële problemen en moest hij het stuk grond verkopen aan de Hamburgse Kolonisatie Vereniging. De immigranten die het gehucht uit deden groeien tot een stad waren dan ook van Duitse en Zwitserse oorsprong, met als gevolg dat Joinville ondanks haar Franse naam, een Duits-Braziliaanse stad is.
Door de gehele stad zijn sterke Duitse invloeden merkbaar. Vele aspecten van de Duitse cultuur zijn bewaard gebleven, hetgeen zich uit in de architectuur, de lokale gerechten en de feesten.
De stad is de zetel van het rooms-katholieke bisdom Joinville.
De lokale voetbalclub is Joinville Esporte Clube.

## Aangrenzende gemeenten
De gemeente grenst aan Araquari, Campo Alegre, Garuva, Guaramirim, Jaraguá do Sul, São Francisco do Sul en Schroeder.

## Verkeer en vervoer
De plaats ligt aan de noord-zuidlopende weg BR-101 tussen Touros en São José do Norte. Daarnaast ligt ze aan de wegen SC-108 en SC-301.

## Geboren in Joinville
- Mauricio Gugelmin (1963), Formule 1-coureur
- Ana Claudia Michels (1981), model

## Galerij

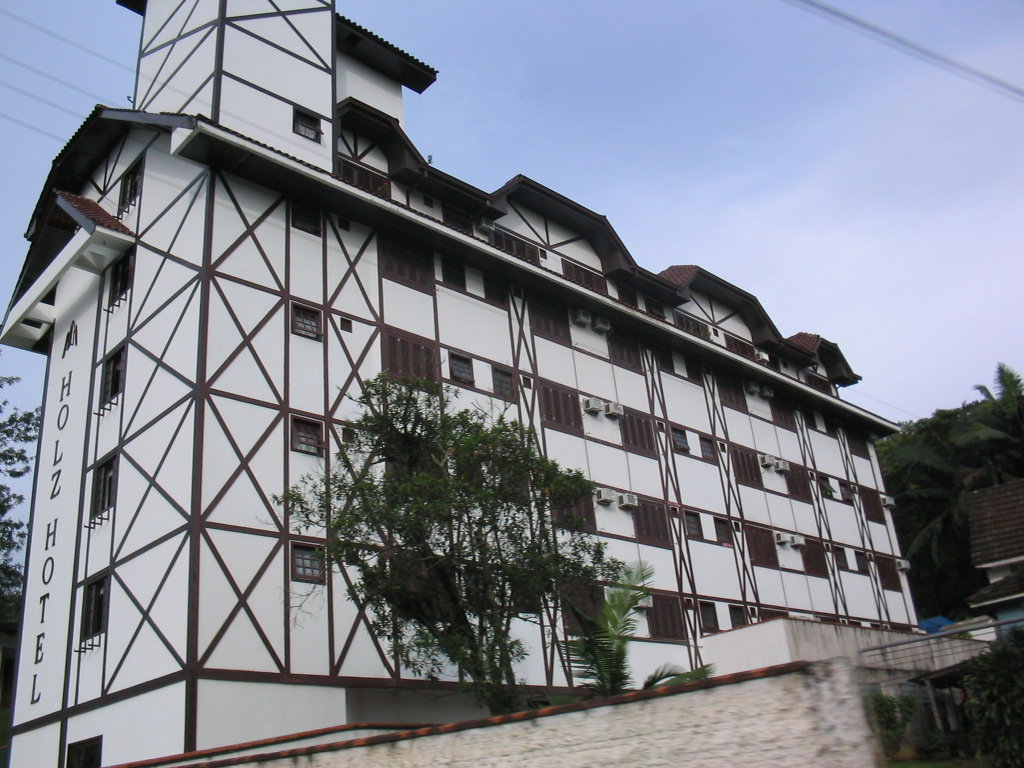
Het Holz Hotel in typisch Duitse bouwstijl
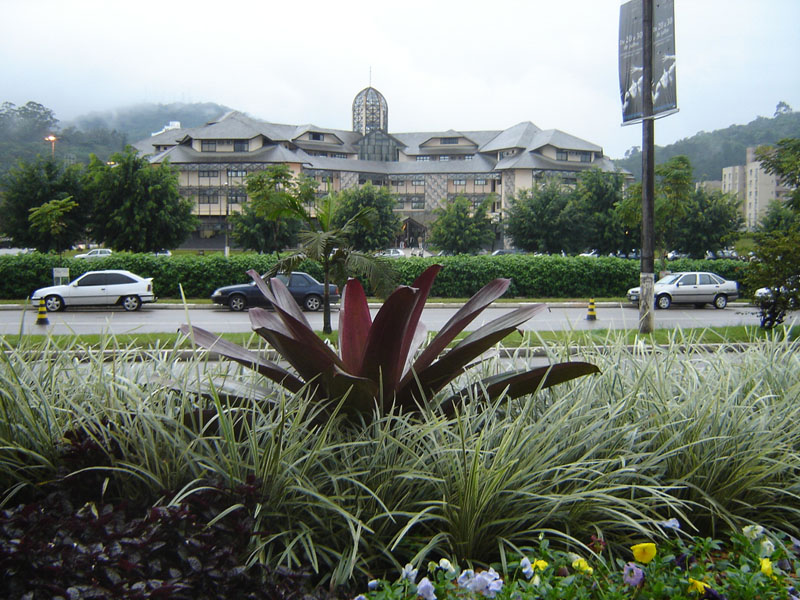
Joinville Forum
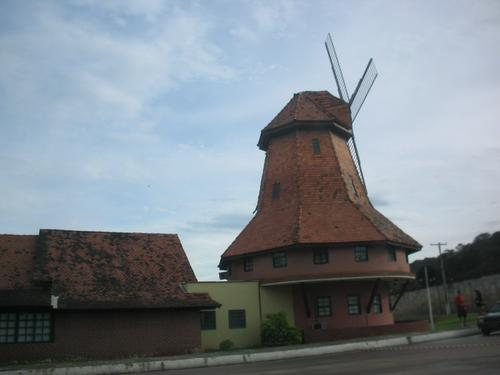
Molen van Joinville